# پل بنتلی
پل بنتلی (انگلیسی: Paul Bentley؛ زادهٔ ۲۵ ژوئیهٔ ۱۹۴۲) بازیگر اهل بریتانیا است. وی دانش‌آموختهٔ دانشگاه کینگستون و دانشگاه بیرمنگام است و از سال ۱۹۶۷ میلادی تاکنون مشغول فعالیت بوده‌است.
پس از دانشگاه، بنتلی به مونیخ رفت به امید آن‌که کارگردان اپرا شود. او بازیگری را در برنامه‌های انگلیسی ایستگاه رادیویی بایریشر روندفونک در باواریا آغاز کرد. همچنین در فیلم «آخرین فرار» ظاهر شد که در آن نقش یک جاسوس بریتانیایی در باواریا در جریان جنگ جهانی دوم را بازی می‌کرد.
او در سال 1970 به انگلستان بازگشت و به بازیگری ادامه داد، عمدتاً در تئاتر رپرتوار، در مکان‌هایی از جمله تئاتر بایر در سنت اندروز، تئاتر های‌مارکت لستر، پلی‌هاوس دوک در لنکستر، و پلی‌هاوس نیوکاسل.
در سال ۱۹۷۳، بنتلی کتاب و اشعار نمایش موزیکال «شایلاک»، اقتباسی موزیکال از نمایشنامه «تاجر ونیزی»، را نوشت که در جشنواره ادینبرو ۱۹۷۴ به اجرا درآمد. او نقش اصلی را ایفا کرد؛ آهنگ‌ساز و کارگردان این اثر راجر هاینس بود. «شایلاک» برنده جایزه فرینج فرست روزنامه اسکاتسمن شد. در سال ۱۹۷۷ نسخه‌ای به‌روزشده با نام «فرشته آتشین» که در یک کلوب شبانه مافیایی در نیویورک سده بیستم می‌گذشت، در تئاتر هِر مَجِستی لندن به صحنه رفت. بنتلی نقش اصلی جایگزین را ایفا کرد که نخستین نقش او در وست اند بود. نسخه‌ای بازبینی‌شده از «شایلاک» اصلی در سال ۱۹۸۱ در استودیو تئاتر های‌مارکت لستر و در سال ۱۹۸۲ در تئاتر کتابخانه منچستر اجرا شد. بنتلی بار دیگر نقش اصلی را ایفا کرد و هاینس هر دو تولید را کارگردانی کرد.
از فیلم‌ها یا مجموعه‌های تلویزیونی که وی در آن‌ها نقش داشته‌است، می‌توان به سکند سانز و بانوی آهنی اشاره نمود.